# Canned Heat
Canned Heat is een Amerikaanse blues- en boogie-band, in november 1965 opgericht door  Bob 'The Bear' Hite (zang) en Alan 'Blind Owl' Wilson (gitaar en zang).

## Geschiedenis

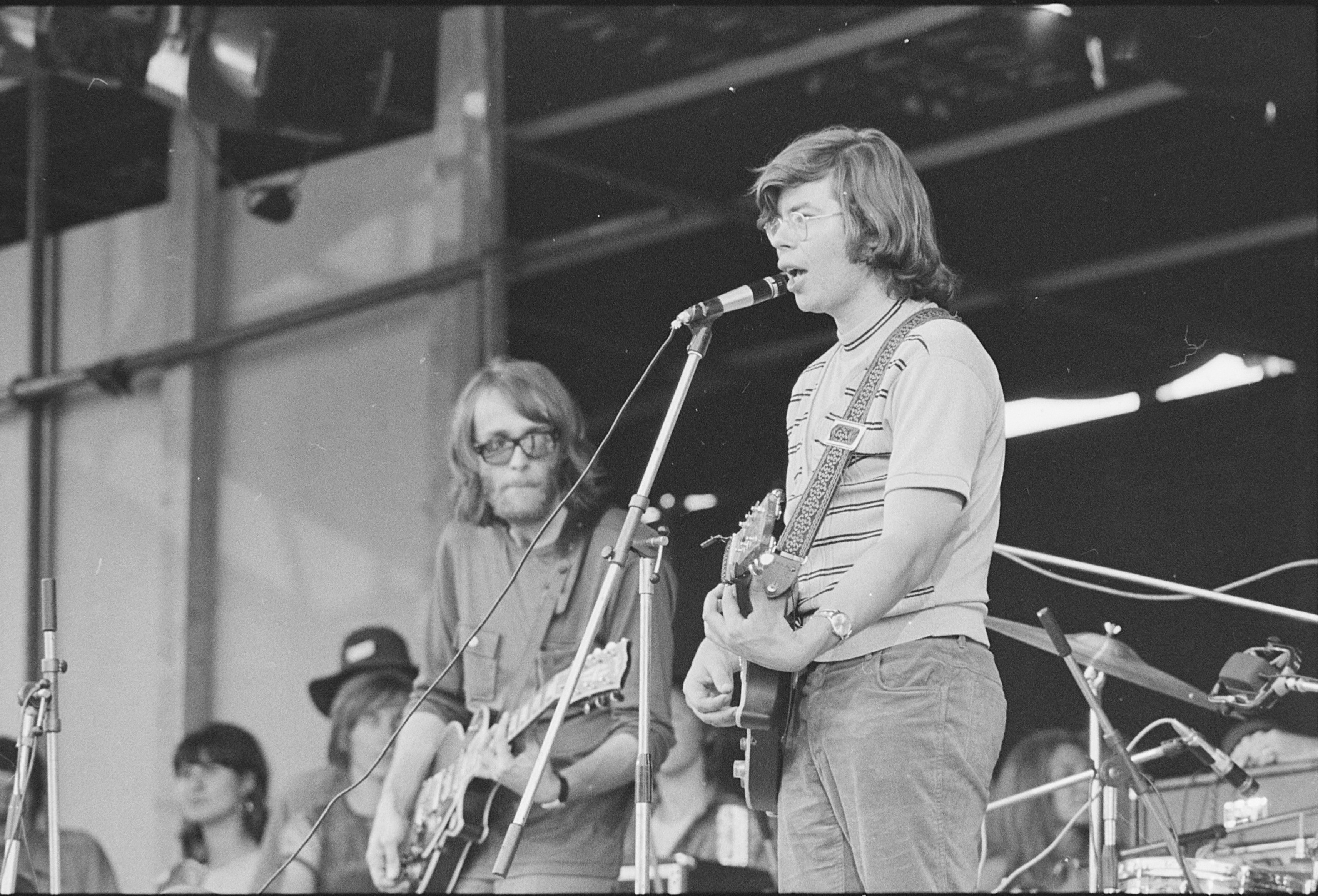
Canned Heat (Kralingen, 1970)

De naam "Canned Heat" ontleenden zij aan een in 1928 uitgebrachte blues van Tommy Johnson Canned Heat Blues. Een song over een alcoholicus die reddeloos verslaafd was aan het drinken van verdunde Sterno, een alcoholproduct in blik gebruikt voor verwarming, ook wel in het algemeen "canned heat" genoemd.
In het nummer Turpentine Moan op de lp 'Boogie with Canned Heat' zingt Canned Heat over hetzelfde fenomeen namelijk het drinken van brandstof (terpentine). De piano in dit nummer wordt bespeeld door Sunnyland Slim.

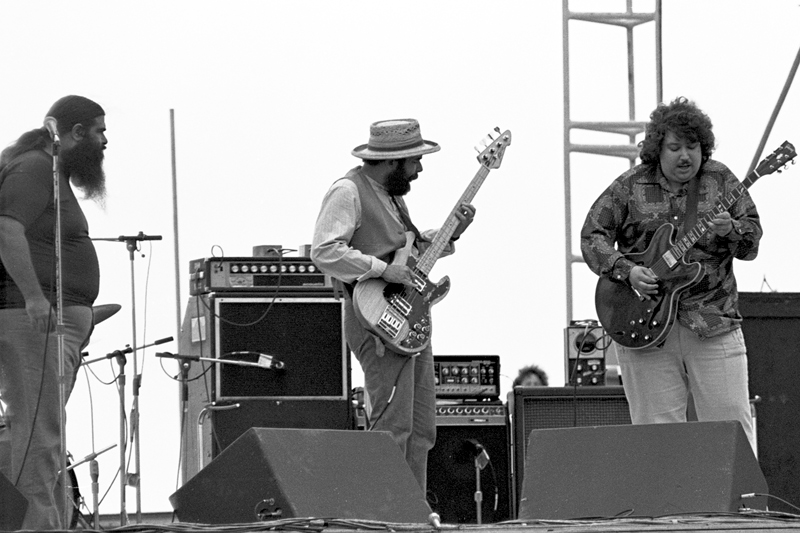
Reünie op Woodstock, in 1979

Andere bandleden zijn: Larry 'The Mole' Taylor (bass), Henry 'The Sunflower' Vestine (gitaar) en Adolfo 'Fito' de la Parra (drums). Het succes van de groep was mede te danken aan de film Woodstock, waarvan het nummer Going up the country de officieuze soundtrack is geworden en aan de wervelende show die daar bij hoorde. Ook op het Monterey Pop Festival, twee jaar eerder, gooide deze band al hoge ogen. Hits zijn onder meer "On the road again" (een melodieus nummer dat gezongen wordt door Al Wilson) en het bluesrocknummer "Let's Work Together", met de rauwe zangstem van Bob Hite. Canned Heat is meer een tourband dan een band die de hitlijsten verovert, wat het uitblijven van meer hits verklaart. De gitarist Harvey Mandel vervangt Henry Vestine gedurende de periode 1969-1970. In de jaren 70 zal ook Richart Hite, broer van Bob Hite, enige tijd bassist zijn van de groep.
De band trad in die tijd veel op voor de VPRO, o.a. voor het legendarische tv- en radioprogramma Piknik te Baarn en het radioprogramma Campus in Arcen. Tevens is een liveoptreden van de groep bewaard gebleven in het Concertgebouw te Amsterdam, eveneens opgenomen voor de VPRO-radio. Van deze opnames is in 2007 een cd verschenen met als spraakmakende titel Under the Dutch Skies op het label MLP.
Op 3 september 1970 sterft Alan Wilson aan een overdosis, wat het hart uit de band rukt. In een wisselende samenstelling gaat de band verder. Op 5 april 1981 sterft Bob 'The Bear' Hite tijdens de pauze van een concert. Nadat hij dacht cocaïne te hebben genomen van een fan bleek het echter om  heroïne te gaan, even later stierf Hite aan een overdosis en het lijkt over met Canned Heat. De band gaat echter verder. Op 20 oktober 1997 sterft ook Henry 'The Sunflower' Vestine. Desondanks bestaat Canned Heat nog steeds onder leiding van Fito de la Parra, maar er wordt vooral geteerd op oud succes. Hierin hebben gitaristen als Walter Trout en Harvey Mandell af en toe meegespeeld.

## Discografie

### Albums

#### Studioalbums
- Canned heat (1967, lp, usa, liberty)
- Boogie with canned heat (1968, lp, usa, liberty)
- Living the blues (1968, 2lp, usa, united artists)
- Hallelujah (1969, lp, usa, liberty)
- Vintage heat (5) (1970, lp, usa, ???)
- Future blues (1970, lp, usa, united artists)
- Historical figures and ancient heads (1972, lp, usa, united artists)
- The new age (1973, lp, usa, united artists)
- One more river to cross (1974, lp, usa, atlantic)
- Human condition (1978, lp, usa, strand)
- Kings of the boogie (1981, lp, usa, destiny)
- Reheated (1988, cd, usa, spv records)
- Internal combustion (1994, cd, usa, aim records)
- Canned Heat blues band (1997, cd, usa, rowyna)
- Boogie 2000 (1999, cd, usa, ruf records)
- Friends in the can (2003)
- Christmas album (2007)

#### Samenwerkingsalbums
- Hooker 'n heat, met John Lee Hooker (1971, 2lp, usa, emi records)
- Memphis heat, met Memphis Slim (1974, Frankrijk, Barclay)
- Gate's on the heat, met Clarence "Gatemouth" Brown (1974, Frankrijk, Barclay)

#### Livealbums
- Canned Heat '70 concert live in Europe (1970, lp, usa, liberty)
- Live at Topanga Corral (1971, lp, usa, scepter records)
- Captured live (1980, accord)
- Hooker 'n heat, live at the fox venice theatre (1982, lp, usa, rhino)
- Boogie up the country (1988, cd, usa, in.akustik)
- Burnin' live (1991, cd, usa, aim records)
- Boogie assault (1991)
- Canned Heat live (1993)
- King biscuit flower hour (1995, cd, usa, king biscuit flower hour records)
- Live at Turku festival (1995)
- Live at Montreux 1973 (2011)

### NPO Radio 2 Top 2000
| Nummer met noteringen in de NPO Radio 2 Top 2000 | '99 | '00 | '01 | '02 | '03 | '04  | '05 | '06 | '07 | '08 | '09 | '10 | '11  | '12  | '13  | '14  | '15  | '16  | '17  |
| ------------------------------------------------ | --- | --- | --- | --- | --- | ---- | --- | --- | --- | --- | --- | --- | ---- | ---- | ---- | ---- | ---- | ---- | ---- |
| On the Road Again                                | 779 | 444 | 840 | 629 | 854 | 1174 | 715 | 730 | 779 | 758 | 964 | 934 | 1003 | 1056 | 1188 | 1070 | 1142 | 1250 | 1338 |

1. ↑  Een vetgedrukt getal geeft de hoogste notering aan.
2. ↑  Deze tabel is bijgewerkt tot en met de laatste editie (2024).